# Lādol
Lādol är en ort i Indien.   Den ligger i distriktet Mahesāna och delstaten Gujarat, i den västra delen av landet, 700 km sydväst om huvudstaden New Delhi. Lādol ligger 134 meter över havet och antalet invånare är 25 000.
Terrängen runt Lādol är mycket platt, och sluttar söderut. Runt Lādol är det tätbefolkat, med 442 invånare per kvadratkilometer. Lādol är det största samhället i trakten. Trakten runt Lādol består till största delen av jordbruksmark.